# 通俗剧

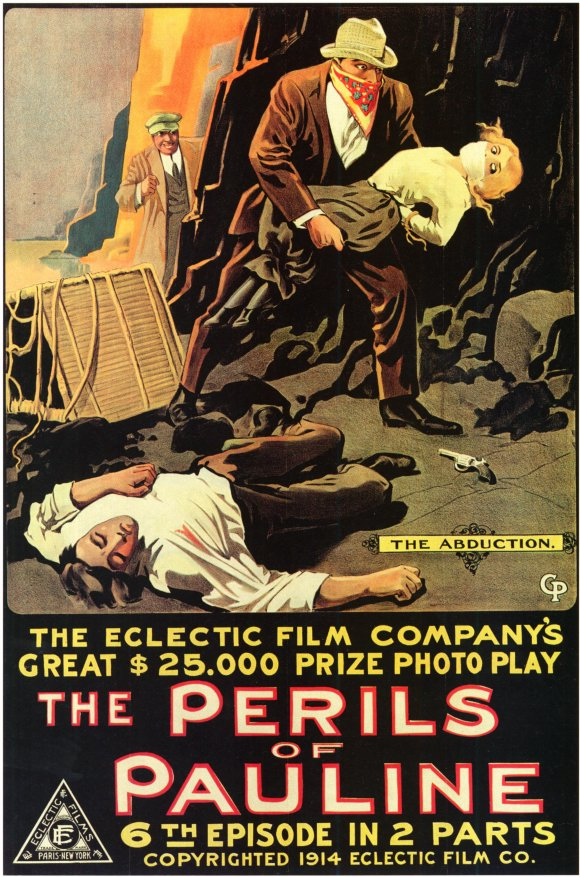
1914年《The Perils of Pauline (1914 serial)》的海报。这是一部典型的通俗剧电影系列

通俗剧（英語：melodrama），也称情节剧，指注重情节推進超过了对人物本身塑造的影视戏剧、文学作品。这类作品中，情节通常会充满大量情緒化或誇張的對白，較少動作表演，而人物本身的角色發展则相對貧乏，可能還會带有人们的一些刻板印象，故事主題則通常是關於家族或婚姻。其中，通俗剧电影是剧情片的一个子类型。